# Bassirou Diomaye Faye
Bassirou Diomaye Diakhar Faye (in wolof Basiiru Jomaay Jaxaar Fay; Ndiaganiao, 25 marzo 1980) è un politico ed ex funzionario del fisco senegalese, Presidente della Repubblica del Senegal dal 2 aprile 2024.
È anche segretario generale del PASTEF, con cui ha vinto, sebbene informalmente appoggiato per via del bando alla formazione, le elezioni presidenziali del 2024.

## Biografia
È originario di Ndiaganiao, un comune del Senegal centro-occidentale, nella regione storica dell’antico Baol. 
Ispettore delle finanze, si è candidato con l'opposizione contro Amadou Ba, ex primo ministro e candidato del partito al governo, ideale successore del ex presidente Macky Sall. 
Nell'aprile 2023 è stato arrestato e posto in custodia di polizia con l'accusa di "diffusione di notizie false, oltraggio alla corte e diffamazione di un organo costituito". È stato accusato di aver criticato i giudici che hanno deciso di processare Ousmane Sonko in appello nella causa per diffamazione intentata dal ministro Mame Mbaye Niang. È stato imprigionato per mesi. È stato scarcerato la sera del 14 marzo 2024 grazie a un'amnistia generale decisa dal presidente Macky Sall, per tentare di placare le proteste.
Si è candidato alle elezioni presidenziali del 24 marzo 2024 con il Patriotes africains du Sénégal pour le travail, l'éthique et la fraternité (PASTEF) partito politico fondato da Ousmane Sonko nel 2014. Grazie alla vittoria è diventato il più giovane politico eletto come presidente nella storia del Senegal.

## Vita privata
Faye è poligamo e ha due mogli: Marie Khone Faye, cristiana, e Absa Faye, musulmana. Marie Khone è una parente stretta di suo marito e insieme hanno avuto quattro figli: tre maschi e una femmina. Faye ha avuto una figlia nel gennaio 2025 con Absa. Faye è amico intimo di Ousmane Sonko, tanto che uno dei suoi figli è stato chiamato Ousmane in onore di questa amicizia.